# Gymnostephium leve
Gymnostephium leve là một loài thực vật có hoa trong họ Cúc. Loài này được Bolus mô tả khoa học đầu tiên năm 1905.